# Vouillon
Vouillon település Franciaországban, Indre megyében. Lakosainak száma 224 fő (2022. január 1.). Vouillon Ambrault, Brives, Mâron, Meunet-Planches és Sainte-Fauste községekkel határos.

## Népesség
A település népessége az elmúlt években az alábbi módon változott:
| Lakosok száma | 257  | 236  | 289  | 261  | 243  | 238  | 234  | 231  | 229  | 224  |
|               | 1968 | 1982 | 1990 | 2006 | 2013 | 2015 | 2017 | 2019 | 2020 | 2022 |